# 中伏木駅
中伏木駅（なかふしきえき）は、かつて富山県新湊市（現・射水市）にあった、日本国有鉄道（国鉄）新湊線の駅（廃駅）である。

## 歴史

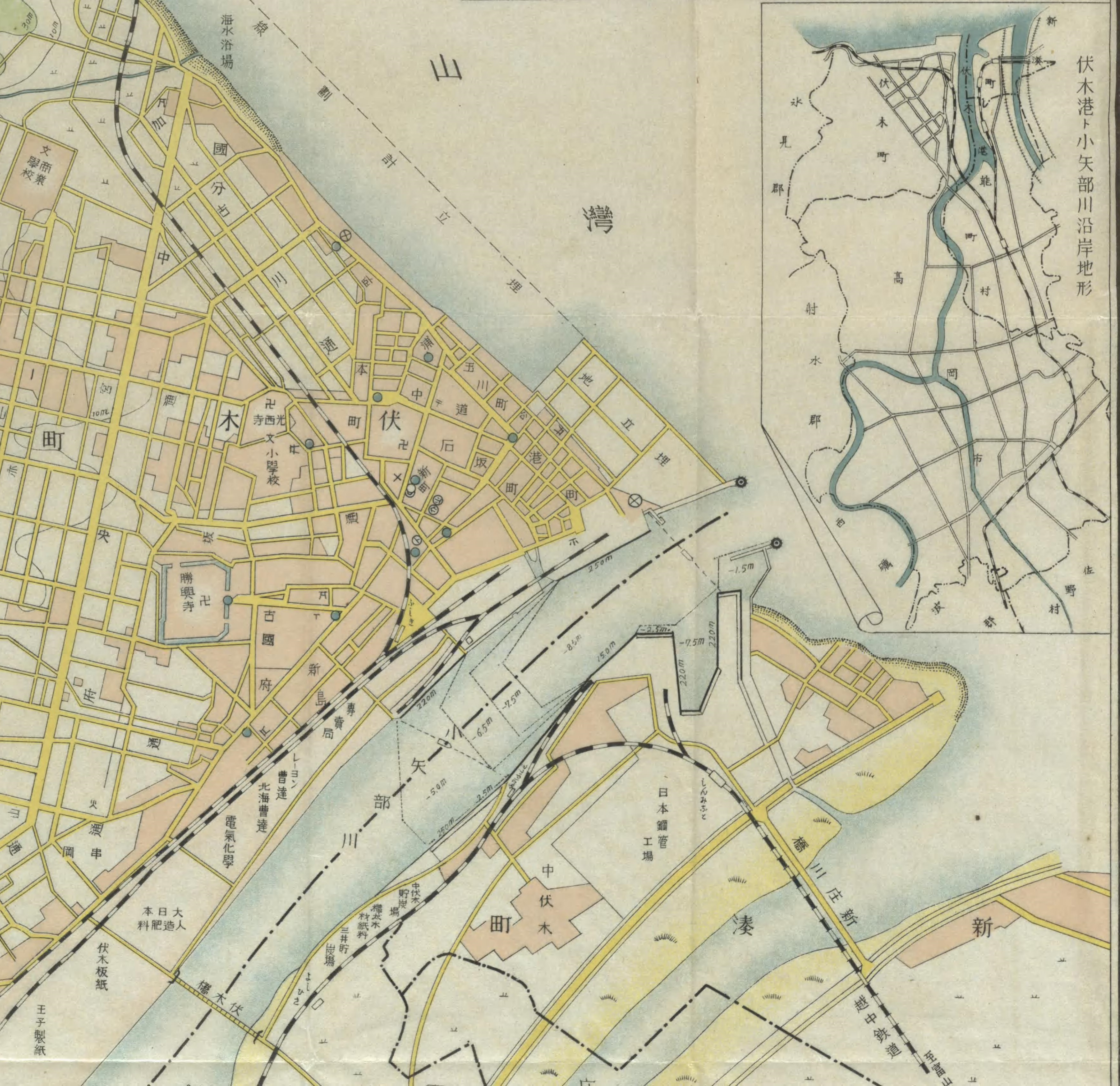
昭和10年度における伏木駅及び新湊線周囲概況

もとは富山県初の鉄道である中越鉄道が、1918年（大正7年）に能町 - 新湊間を開業させるのと同時に設置されたものである。その後、1920年（大正9年）に中越鉄道が国有化され、国鉄の駅となったが、1951年（昭和26年）に新湊線の旅客営業が廃止されると同時に廃止された。

### 年表
- 1918年（大正7年）1月27日：中越鉄道の停車場として開業[1]。一般駅[4]。
- 1920年（大正9年）9月1日：中越鉄道が国有化され、官営鉄道の駅となる[2]。手荷物、小荷物及び大貨物の取扱をなす[2]。
- 1925年（大正14年）5月：七尾港駅から当駅に鉄道省用貯炭場を移転する[5]。
- 1939年（昭和14年）11月1日：構内に中伏木電信取扱所を開設する[6]。
- 1940年（昭和15年）
  - 11月10日：集貨及び配達の取扱を廃する[7]。
  - 12月1日：宅扱貨物の取扱を廃する[8]。
- 1951年（昭和26年）4月1日：廃止[3]。

## 駅構内
駅舎は駅長事務室、待合室、休憩室及び駅員休憩室の設備を有し、73.4平方メートルの面積を有した。乗降場は片側式で、幅3.6メートル、長さは61.2メートルであった。また、1925年（大正14年）5月より鉄道省用貯炭場が設置されており、その面積は6050平方メートルで、富山機関庫をはじめ、金沢、福井、高岡、糸魚川及び直江津の各機関庫へ配給されていた。構内総面積は22,978平方メートルに及んだ。

## 貨物取扱
当駅には地平貨物積卸場が1909平方メートル設けられており、構内には中伏木合同運送の貸付貯炭場があった。
1930年（昭和5年）12月5日付『鉄道公報』附録通報「専用線一覧（運輸局）」によると、当駅接続の専用側線は次の通りであった。
- 中伏木合同運送線（動力：手押、作業粁程：0.1粁）
- 荻布宗四郎線（動力：手押、作業粁程：0.1粁）
- 樺太木材紙料線（第三者使用：三井物産、動力：手押、作業粁程：0.1粁）

1934年（昭和9年）の名古屋鉄道局による報告によると、当駅接続の専用側線は次の通りであった。
- 荻布宗四郎線（第三者使用：富山県穀物検査所伏木出張所及び北一、動力：手押、作業粁程：0.1粁、）
- 中伏木合同運送線（動力：手押、作業粁程：0.1粁）
- 樺太木材紙料線（第三者使用：三井物産、動力：手押、作業粁程：0.1粁）

1943年（昭和18年）度における高岡市の報告によると、当駅には下記の富山県営専用側線が接続していた。
- 中伏木一番線 - 右岸第3号岸壁西端より右岸県営上屋東端に至る。
- 中伏木ニ番線 - 当駅構内川四番線南端より県営第5号物揚場南端に至る。

## 隣の駅
日本国有鉄道
新湊線
吉久駅 - 中伏木駅 - 新湊駅